# Sing Me Away
Sing Me Away è un singolo del gruppo musicale statunitense Night Ranger, il secondo estratto dal loro album di debutto Dawn Patrol nel 1983.

## Tracce
1. Sing Me Away – 4:10
2. Play Rough – 4:15

## Formazione
- Jack Blades – voce, basso
- Jeff Watson – chitarra
- Brad Gillis –  chitarra
- Alan Fitzgerald – tastiere
- Kelly Keagy – batteria, voce

## Classifiche
| Classifica (1983)             | Posizione massima |
| ----------------------------- | ----------------- |
| Stati Uniti                   | 54                |
| Stati Uniti (mainstream rock) | 39                |